# Kayama Shirō
Kayama Shirō (japanisch 加山 四郎; geboren 17. August 1900 in Yokohama (Präfektur Kanagawa); gestorben 12. Mai 1972) war ein japanischer Maler im Yōga-Stil.

## Leben und Wirken
Kayama Shirō machte 1927 seinen Abschluss in der Abteilung für Westliche Malerei an der „Tōkyō bijutsu gakkō“ (東京美術学校), einer der Vorläufereinrichtungen der heutigen Universität der Künste Tokio.
Noch im Studium konnte Kayama auf der 4. Ausstellung der Künstlergemeinschaft „Shun’yōkai“ das Bild „Niwa“ (庭) – „Garten“ zeigen. Nach dem Studienabschluss wurde er Lehrer an einer Mittelschule in Kawasaki. 1928 erhielt er für sein Bild „Shoka fūkei“ (初夏風景) – „Frühsommer-Landschaft“ den Preis der Shun’yōkai. 1939 wurde er als Mitglied in die Künstlergemeinschaft aufgenommen.
1930 ging Kayama, unterstützt von seinem Stiefbruder, nach Frankreich und besuchte in Paris die Académie Julian und zeigte Bilder in den Ausstellungen der Société du Salon d’Automne. Nach seiner Rückkehr nach Japan 1933 konnte er in einer Einzelausstellung seine Frankreichbilder zeigen. Er wurde Lehrer im „Jiyū gakuen“ (自由学園).
Nach dem Zweiten Weltkrieg wurde Kayama Lehrbeauftragter an der Universität der Künste Tokio. Er stellte weiterhin bei der Shun’yōkai aus.
Als beispielhaftes Werk ist „Tsubo-tō no aru seibutsu“ (壺等のある静物) – „Stillleben mit Gefäßen und anderem“ zu nennen.